# Exoprosopa hypomelaena
Exoprosopa hypomelaena är en tvåvingeart som beskrevs av Mario Bezzi 1912. Exoprosopa hypomelaena ingår i släktet Exoprosopa och familjen svävflugor.
Artens utbredningsområde är Malawi. Inga underarter finns listade i Catalogue of Life.